# 罗萨里奥·马达洛尼
罗萨里奥·马达洛尼（義大利語：Rosario Maddaloni，1988年8月2日—），意大利男子羽毛球運動員。

## 簡歷
2015年8月，罗萨里奥·马达洛尼參加印尼雅加達舉行的世界羽毛球錦標賽，分別出戰男子單打項目及與乔瓦尼·格列柯合作出戰男子雙打項目。在男單方面，他在首圈就以0比2（15-21、13-21）不敵香港的胡贇出局；而混雙方面，他與乔瓦尼·格列柯亦在首圈以0比2（12-21、14-21）不敵英格蘭的马库斯·埃利斯/克里斯·兰格瑞奇出局。
2017年8月，马达洛尼參加蘇格蘭格拉斯哥舉行的世界羽毛球錦標賽，出戰男子單打項目。他在首圈以2-0擊敗澳洲選手羅必勝晉級，但在第二圈就以0比2（10-21、15-21）不敵9號種子、香港的伍家朗出局。

## 主要比賽成績
只列出曾進入準決賽的國際賽事成績：
| 年份   | 賽事                         | 公開賽級別 | 項目     | 拍檔          | 成績   |
| ------ | ---------------------------- | ---------- | -------- | ------------- | ------ |
| 2013年 | 危地馬拉羽毛球國際賽         | 國際系列賽 | 男子雙打 | 乔瓦尼·格列柯 | 準決賽 |
| 2013年 | 加勒比地區羽毛球聯合會國際賽 | 未來系列賽 | 男子單打 | －            | 冠軍   |
| 2013年 | 巴西羽毛球國際賽             | 國際挑戰賽 | 男子雙打 | 乔瓦尼·格列柯 | 準決賽 |
| 2013年 | 蘇利南羽毛球國際賽           | 國際系列賽 | 男子單打 | －            | 準決賽 |
| 2013年 | 蘇利南羽毛球國際賽           | 國際系列賽 | 男子雙打 | 乔瓦尼·格列柯 | 亞軍   |
| 2013年 | 墨西哥羽毛球國際賽           | 國際系列賽 | 男子雙打 | 乔瓦尼·格列柯 | 亞軍   |
| 2014年 | 拉各斯羽毛球國際挑戰賽       | 國際挑戰賽 | 男子雙打 | 乔瓦尼·格列柯 | 準決賽 |
| 2014年 | 毛里裘斯羽毛球國際賽         | 國際系列賽 | 男子單打 | －            | 準決賽 |
| 2014年 | 毛里裘斯羽毛球國際賽         | 國際系列賽 | 男子雙打 | 乔瓦尼·格列柯 | 準決賽 |
| 2015年 | 南方共同市場羽毛球國際挑戰賽 | 國際挑戰賽 | 男子雙打 | 乔瓦尼·格列柯 | 準決賽 |
| 2015年 | 吉拉爾迪拉羽毛球賽           | 國際系列賽 | 男子雙打 | 乔瓦尼·格列柯 | 冠軍   |
| 2015年 | 千里達及托巴哥羽毛球國際賽   | 國際系列賽 | 男子單打 | －            | 準決賽 |
| 2015年 | 哥倫比亞羽毛球國際賽         | 國際系列賽 | 男子單打 | －            | 準決賽 |
| 2015年 | 哥倫比亞羽毛球國際賽         | 國際系列賽 | 男子雙打 | 乔瓦尼·格列柯 | 亞軍   |
| 2015年 | 新喀里多尼亞羽毛球國際賽     | 國際系列賽 | 男子單打 | －            | 準決賽 |
| 2015年 | 新喀里多尼亞羽毛球國際賽     | 國際系列賽 | 男子雙打 | 乔瓦尼·格列柯 | 準決賽 |
| 2015年 | 波多黎各羽毛球國際系列賽     | 國際系列賽 | 男子雙打 | 乔瓦尼·格列柯 | 準決賽 |
| 2015年 | 蘇利南羽毛球國際賽           | 國際系列賽 | 男子單打 | －            | 準決賽 |
| 2015年 | 蘇利南羽毛球國際賽           | 國際系列賽 | 男子雙打 | 乔瓦尼·格列柯 | 亞軍   |
| 2015年 | 贊比亞羽毛球國際賽           | 國際系列賽 | 男子雙打 | 乔瓦尼·格列柯 | 準決賽 |
| 2015年 | 博茨瓦納羽毛球國際賽         | 國際系列賽 | 男子單打 | －            | 亞軍   |
| 2015年 | 博茨瓦納羽毛球國際賽         | 國際系列賽 | 男子雙打 | 乔瓦尼·格列柯 | 準決賽 |
| 2016年 | 美國羽毛球國際賽             | 國際系列賽 | 男子單打 | －            | 準決賽 |
| 2016年 | 埃塞俄比亞羽毛球國際賽       | 國際系列賽 | 男子單打 | －            | 冠軍   |
| 2016年 | 博茨瓦納羽毛球國際賽         | 國際系列賽 | 男子單打 | －            | 準決賽 |
| 2017年 | 吉拉爾迪拉羽毛球賽           | 國際系列賽 | 男子單打 | －            | 亞軍   |
| 2017年 | 秘魯羽毛球國際挑戰賽         | 國際挑戰賽 | 男子單打 | －            | 亞軍   |
| 2017年 | 毛里裘斯羽毛球國際賽         | 國際系列賽 | 男子單打 | －            | 準決賽 |
| 2017年 | 博茨瓦納羽毛球國際賽         | 國際系列賽 | 男子單打 | －            | 亞軍   |
| 2018年 | 聖多明哥羽毛球公開賽         | 國際系列賽 | 男子單打 | －            | 亞軍   |

| 2007-2017年 | 首要超級賽 | 超級賽 | 黃金大獎賽 | 大獎賽 | 國際挑戰賽 | 國際系列賽 | 未來系列賽 | 其他 |

| 2018-2026年 | 總決賽 | 超級1000賽 | 超級750賽 | 超級500賽 | 超級300賽 | 超級100賽 | 國際挑戰賽 | 國際系列賽 | 未來系列賽 | 其他 |

### 奧運會和世錦賽參賽紀錄
|          | 搭檔          | 2015 | 2016 | 2017 | 2018 | 2019 |
| -------- | ------------- | ---- | ---- | ---- | ---- | ---- |
| 男子單打 | －            | 64強 | －   | 32強 | 64強 | 64強 |
|          |               |      |      |      |      |      |
| 男子雙打 | 乔瓦尼·格列柯 | 48強 | －   | －   | －   | －   |